# بتل (وایومینگ)
بتل (به انگلیسی: Battle) یک منطقهٔ مسکونی در ایالات متحده آمریکا است که در شهرستان کربن، وایومینگ واقع شده‌است. بتل ۳٬۰۲۴٫۸۷ متر بالاتر از سطح دریا واقع شده‌است.